# Кусайко, Татьяна Алексеевна
Татьяна Алексеевна Кусайко (род. 15 января 1960 года, с. Бутенки (Кобелякский район), Полтавская область, Украинская ССР, СССР) — заслуженный врач Российской Федерации, педиатр с 34-летним стажем, с 2016 по 2021 год — сенатор Российской Федерации, с 2020 года заместитель председателя Комитета Совета Федерации по социальной политике. Депутат Государственной думы (с 2021).
Из-за вторжения России на Украину, находится под международными санкциями Евросоюза, США, Великобритании и ряда других стран

## Биография

### Происхождение
Родилась 15 января 1960 года в селе Бутенки (Кобелякский район) Полтавской области Украинской ССР, СССР).
Отец — Алексей Иванович Зубко (17.11.1930 — 17.02.2021) — начальник автотранспортного цеха Кобелякского сахарного завода. Мать — Лидия Яковлевна Зубко (06.03.1935 — 16.07.2017) — работник архива Кобелякского сахарного завода.
Есть две сестры. Старшая сестра работала заместителем декана кафедры украинского языка в Полтавском педагогическом институте, в настоящее время на пенсии. Младшая — воспитатель в детском кардиологическом санатории «Лещиновка» в пгт. Белики Кобелякского района Полтавской области.
Татьяна Алексеевна Кусайко продолжила династию медицинских работников в семье. Родная тетя по профессии акушерка. Двоюродный брат — военный врач — акушер-гинеколог. Его супруга — врач-невролог.
Племянница Анастасия Юрьевна Андриянова продолжает династию детских врачей. Окончив Харьковский медицинский институт по специальности «Педиатрия», в настоящее время работает врачом-педиатром. Ее супруг Валентин Сергеевич Андриянов — врач-ортопед, травматолог, детский травматолог.
Татьяна Алексеевна Кусайко училась в Беликской средней школе № 1. Окончила Беликскую музыкальную школу по классу фортепиано. В юности увлекалась музыкой и пением. Солировала в хоре при институте.

### Карьера врача-педиатра
В 1983 году окончила Харьковский медицинский институт по специальности «Педиатрия».
По распределению направлена в Мурманскую городскую больницу скорой помощи по специальности «Педиатрия».
С 1984 по 2016 год: врач-педиатр дошкольно-школьного отделения, участковый врач-педиатр, заведующая педиатрическим отделением, заместитель главного врача по лечебной части, заместитель главного врача по медицинской части, главный врач ГОБУЗ «Мурманской городской детской консультативно-диагностической поликлиники № 1».
В должности главного врача продолжала вести диспансерный прием детей с хроническими заболеваниями мочеполовой системы, а также консультативные приемы по направлению участковых врачей-педиатров.
Имеет высшую квалификационную категорию по специальности «педиатрия», первую квалификационную категорию по организации здравоохранения.
За заслуги в области здравоохранения и многолетнюю добросовестную работу Указом Президента Российской Федерации от 26 апреля 2013 года № 424 «О награждении государственными наградами Российской Федерации» присвоено почетное звание «Заслуженный врач Российской Федерации».

### Политическая карьера
На президентских выборах 2012 года входила в число доверенных лиц кандидата на должность Президента Российской Федерации В. В. Путина.
В 2014—2016 годах депутат Совета депутатов города Мурманска от партии Единая Россия. V созыва. Депутатские полномочия исполняла на непостоянной основе, оставаясь главврачом детской поликлиники.
В сентябре — октябре 2016 года депутат Мурманской областной думы VI созыва, партии Единая Россия.
6 октября 2016 г. от Мурманской областной думы, избрана сенатором Совета Федерации РФ от Мурманской области. Член Комитета СФ по социальной политике.
В 2020 году избрана заместителем председателя Комитета Совета Федерации по социальной политике.
6 октября 2021 года Совет Федерации прекратил сенаторские полномочия Т. А. Кусайко в связи с избранием её в Государственную думу.
Вошла в Комитет Госдумы по обороне.

### Общественная деятельность
Сопредседатель регионального штаба Общероссийского народного фронта в Мурманской области с июня 2013 года. Стояла у истоков становления ОНФ в регионе. Была первым сопредседателем и организатором регионального отделения ОНФ в Мурманской области. Член регионального штаба ОНФ в Мурманской области с ноября 2018 года по н.вр. Принимает активное участие в волонтерских движениях и акциях регионального отделения «ОНФ» в Мурманской области, Мурманского регионального отделения Партии «Единая Россия», АНО «Единый волонтерский центр».
Член Центрального штаба Общероссийского народного фронта с 22.11.2016 года по 28.11.2018 года.
Член Попечительского Совета благотворительного фонда помощи детям, рождённым раньше срока «Подари солнечный свет»;
Член Попечительского Совета Регионального центра выявления, поддержки и развития способностей и талантов у детей и молодежи Мурманской области.
Соучредитель Мурманского регионального отделения «Союз женщин России».

## Награды
- Почетное звание «Заслуженный врач Российской Федерации» (2013);[18]
- Почетный знак «За заслуги перед городом Мурманском» (2016);[19]
- Благодарность Президента Российской Федерации (2019);[20]
- Нагрудный знак «Отличник здравоохранения» (2020)[21]
- Орден Дружбы (2021).[22]

## Санкции
23 февраля 2022 года внесена в санкционные списки стран Евросоюза за действия и политику, которые подрывают территориальную целостность, суверенитет и независимость Украины и ещё больше дестабилизируют Украину.
24 февраля 2022 года включена в санкционный список Канады «близких соратников режима» за голосование о признании независимости «так называемых республик в Донецке и Луганске».
24 марта 2022 года, на фоне вторжения России на Украину, попала в санкционный список США за «соучастие в войне Путина» и «поддержку усилий Кремля по вторжению в Украину», Госдеп США заявил что депутаты Госдумы используют свои полномочия для преследования инакомыслящих и политических оппонентов, нарушают свободу информации, ограничивают права человека и основные свободы граждан России.
Позднее, по аналогичным основаниям, включена в санкционные списки Великобритании, Швейцарии, Австралии, Японии, Украины и Новой Зеландии.

## Критика и оценки
- Сторонница ЗОЖ. Считает необходимым «прекращение употребления любых видов табачных изделий».[34] Соавтор законопроекта о запрете курить на улице менее чем в 10 метрах от подъезда.[35] Сторонники курения и табачного лобби раскритиковали это предложение сенатора.[36]
- Назвала нежелание россиянок рожать детей причиной демографического кризиса. Сообщила, что многие женщины берут на себя функции мужчины и ставят во главу угла карьеру. Однако позже опровергла эти высказывания, так как СМИ неправильно интерпретировали её слова, за что тоже подверглась критике.[37]
- В январе 2021 года заняла 4-е место в медиарейтинге сенаторов Совета Федерации РФ[38], вошла в топ рейтинга эффективности по числу предложенных законопроектов.[39]